# Översiktsplan 1999
Översiktsplan 1999, kort ÖP 99, var en översiktsplan för Stockholm. Planen antogs i oktober 1999 och förklarades i huvudsak aktuell i maj 2006. I april 2012 avlöstes den av Promenadstaden.

## Bakgrund
Stockholms översiktsplan, ÖP 99, antogs av kommunfullmäktige den 4 oktober 1999 och handlar om hur staden skall utvecklas på längre sikt. Enligt reglerna i äldre Plan- och bygglagen skall kommunfullmäktige i varje kommun minst en gång under varje mandatperiod ta ställning till sin översiktsplans aktualitet. Gällande Stockholm ville man ha synpunkter från remissinstanserna hur arbetet med framtidsbilden, Vision Stockholm 2030, kan utvecklas och vilka frågor det finns behov av att närmare studera i översiktsplaneringen. Stockholms översiktsplan togs fram av stadsbyggnadskontorets strategiska avdelning. Arbetet har pågått sedan 1993.

## Innehåll
Planen består av två delar:
Del 1: ”Stockholm inför framtiden – utgångspunkter och strategier för den översiktliga planeringen”.
Här görs en bred genomgång av drivkrafter och förändringsprocesser inom samhällsområden som är vitala för stadens utveckling. Mål och strategier formuleras för det fortsatta stadsbyggandet.
Del 2:  ”Översiktsplanen – markanvändning och bebyggelseutveckling”.
 Här följs strategin upp med planeringsinriktningar för stadens långsiktiga mark- och vattenanvändning och bebyggelseutveckling. I avsnitten ”Stockholms byggnadsordning”, ”Stockholms grönstruktur” och ”Kulturhistoriskt värdefulla miljöer” ger planen ytterligare vägledning när det gäller att bevara och utveckla Stockholms karaktär och grönstruktur. I varje kapitel görs även en historisk återblick. Till planens del hör fem separata kartor.
Huvudstrategin i Översiktsplan 1999 är att utveckla Stockholm på ett hållbart sätt. Det vill man uppnå genom att förvalta och förbättra den stad som redan är byggd, vidare att återanvända redan ianspråktagen mark samt att bevara och utveckla grönstrukturen och Stockholms karaktär. 

## Exempel
Strategin kan sammanfattas med: ”Bygg staden inåt”, alltså en sorts förtätning. Några konkreta resultat för denna strategi är:
- Kvarteret Sparsamheten i Skarpnäcks gård, byggd 2009.
- Kvarteret Barnmorskan i Enskededalen, byggd 2008-2010 (Årets Stockholmsbyggnad 2011).
- Kvarteret Mursmäckan i Enskededalen, byggd 2010-2011 (Årets Stockholmsbyggnad 2012).
- Kvarteret De gamlas vänner  i Enskededalen, byggd 2010-2012.
- Kvarteret Basaren på Kungsholmen, byggd 2016-2018.